# TT133
La tombe thébaine TT 133 est située à Cheikh Abd el-Gournah, dans la nécropole thébaine, sur la rive ouest du Nil, face à Louxor en Égypte.
C'est la sépulture de Néferrenpet (Nfr-rnp.t), vizir durant de la seconde moitié du règne de Ramsès II (XIXe dynastie). L'épouse de Néferrenpet se nomme Hounero.
Néferrenpet était le chef des tisserands du domaine d'Amon dans le Ramesséum. Il portait également le titre de chef des porteurs du siège royal.